# Patzen-Fardün
Patzen-Fardün war eine Gemeinde in der Region Viamala im schweizerischen Kanton Graubünden.

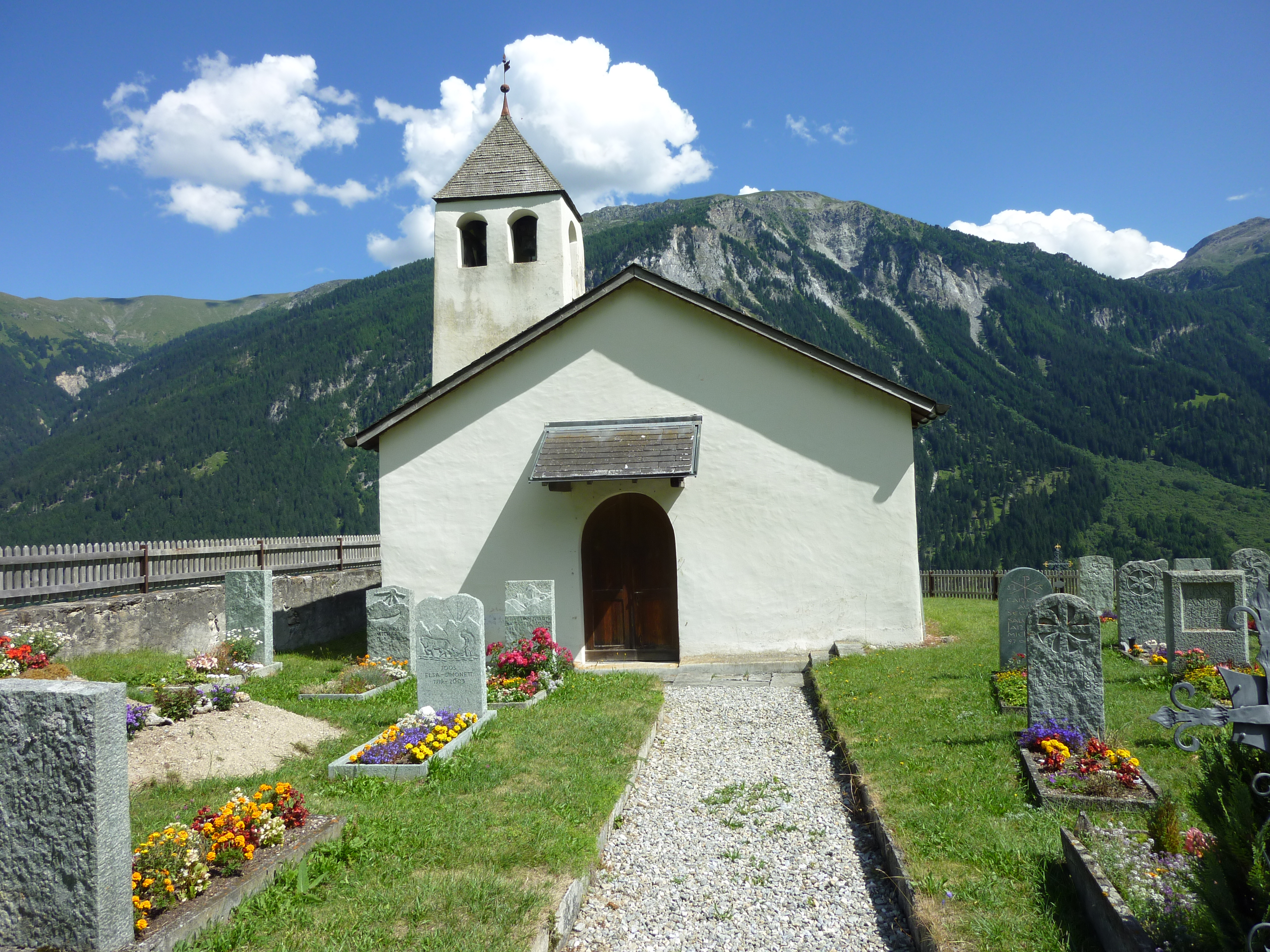
Kirche Pazen-Farden

Sie entstand 1875 durch den Zusammenschluss von Patzen und Fardün und fusionierte am 1. Januar 2003 mit der Gemeinde Donat.

## Geschichte
→ siehe Abschnitt Geschichte im Artikel Pazen

→ siehe Abschnitt Geschichte im Artikel Farden

## Wappen
| Wappen von Patzen-Fardün | Blasonierung: «In Gold (gelb) ein rotes Schwert mit schwarzem Griff, gekreuzt mit einer schwarzen Fackel» |
| Wappen von Patzen-Fardün | |

Schwert und Fackel versinnbildlichen den Freiheitskampf der genossenschaftlich organisierten Schamser Bauern.

## Bevölkerung
| Jahr      | 1900 | 1950 | 2000 |
| --------- | ---- | ---- | ---- |
| Einwohner | 64   | 64   | 64   |

1980 waren 83 Prozent der Bewohner von Patzen-Fardün romanischsprachig.